# Casper
Casper és una pel·lícula estatunidenca del 1995 produïda per Brad Silberling, protagonitzada per Christina Ricci, Bill Pullman i Cathy Moriarty. Està basada en la sèrie de dibuixos animats de Casper the Friendly Ghost, la pel·lícula narra una commovedora història sobre la mort i el perquè els fantasmes continuen en aquest món en comptes d'anar-se'n al més enllà.

## Argument
En el passat, quan en Casper era un nen volia un trineu més que cap altra cosa al món. El seu pare fingí que no l'hi compraria, i un dia, quan el nen va llevar-se al matí, el trineu era allà al costat. Va jugar-hi durant tot el dia i quan es feu fosc, emmalaltí fins que morí. No va poder anar-se'n al més enllà i decidí quedar-se a casa perquè el seu pare no estigués sol.
En l'actualitat, en Carrigan Kritenden (Cathy Moriarty) hereta una mansió a Maine (Estats Units), propietat del seu pare, però no pot fer-ne ús perquè uns fantasmes li ho impedeixen en creure que la casa és seva. Desesperada, contracta el doctor Harvey (Bill Pullman), un psiquiatre especialitzat en fantasmes, perquè els n'expulsi. Quan es trasllada temporalment a la mansió amb la seva filla de dotze anys, Kat (Christina Ricci), en Casper s'enamora d'ella i voldrà que tant ella com el seu pare es quedin a viure a la casa, quelcom que els oncles fantasmes d'en Casper no volen consentir, i faran tot el que calgui per impedir-ho.

## Repartiment
- Bill Pullman: Dr. James Harvey
- Christina Ricci: Kathleen "Kat" Harvey
- Malachi Pearson: Casper (veu)
- Cathy Moriarty: Carrigan Crittenden
- Eric Idle: Paul "Dibs" Plutzker
- Ben Stein: Rugg
- Joe Nipote: Stretch (veu)
- Joe Alaskey: Stinkie (veu)
- Brad Garrett: Fatso (veu)
- Spencer Vrooman: Andreas
- Amy Brenneman: Amelia Harvey
- Devon Sawa: Casper (aparença humana)
- Garette Ratliff Henson: Vic DePhillippi
- Jessica Wesson: Amber Whitmire
- Don Novello: Pare Guido Sarducci
- John Kassir: guardià de la cripta (veu)
- Dan Aykroyd: Raymond Stantz (no surt als crèdits)

Cameos
- Rodney Dangerfield
- Fred Rogers
- Clint Eastwood
- Terry Murphy
- Mel Gibson (no surt als crèdits)